# 上海市档案局
上海市档案局位于上海市长宁区仙霞路326号，上海市档案馆位于上海市黄浦区中山东二路9号、浦东新区白杨路636号，馆局合一，是上海市的省级档案工作监管部门兼省级档案馆。该馆藏有档案300万卷（册），对外开放政府信息和档案文献的查询。

## 简介
上海市档案馆最早于1959年12月31日建立，在2004年4月23日，上海市档案馆进行了搬迁后重新对外开放，档案馆中可对上海市政府公开信息集中查阅。档案馆第1、2层是“城市记忆——上海近现代历史发展档案陈列”常设展厅，3、4层是专题展厅，展览不定期更新，5层是档案文件资料利用服务中心，提供政府公开信息和档案文献资料的查阅服务，6层是电子阅览厅，7至10层为会议室和报告厅等。

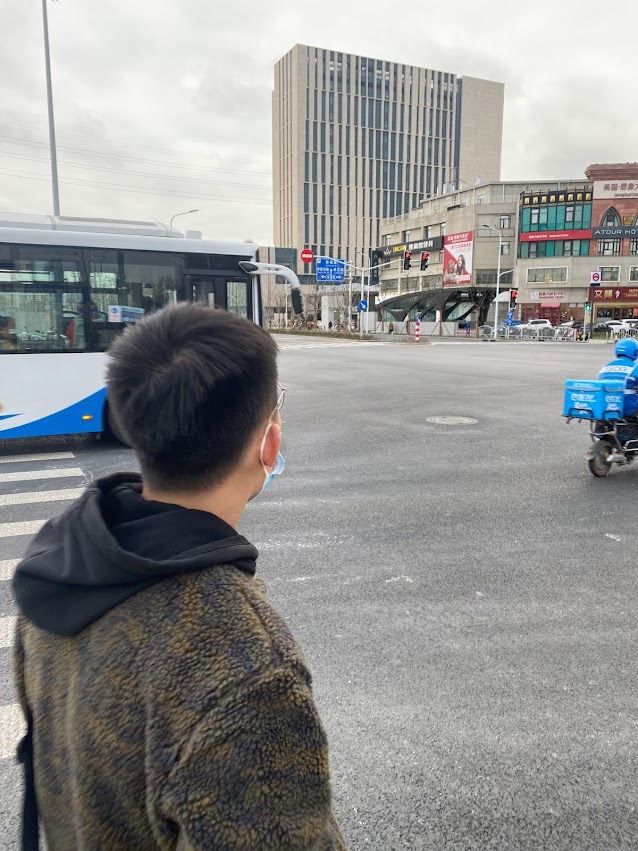
上海市档案馆浦東新馆

此後上海市档案馆再度在浦東花木街道龙阳路啟動新馆项目一期工程，浦東新館於2021年6月9日投入運行。浦東新館分为北楼7层库房大楼、东楼4层业务技术用房和南楼5层公共服务区域，為“C”型环绕式布局，建筑主体地上建筑面积7.4万余平方米，地下面积3万余平方米。

## 参观信息
- 外滩新馆开放时间：周一至周六9:00-11:00，13:00-16:30。
- 外滩新馆附近公共交通：隧道九线，公交71、55、65、576、123、135、145、251、926、26、910、868、20、37路。